# A Little Pain
a little pain는 2006년 6월 28일에 발매된 OLIVIA의 9번째 싱글이다.
OLIVIA inspi' REIRA(TRAPNEST)명의로 발매되었다.
처음으로 오리콘 10위내에 진입한 싱글이면서 OLIVIA의 최대 히트곡이다.

## 트랙리스트
1. a little pain
2. tears & rainbows
3. let go

## 노래가 쓰인 곳
- a little pain:일본 TV계 애니메이션 NANA의 엔딩 테마
- 출처 : https://web.archive.org/web/20100608164555/http://tom-neko.hp.infoseek.co.jp/

## 순위
| 방송일     | 순위      |
| 2006/07/08 | 첫등장8위 |
| 2006/07/15 | 29위      |
| 2006/07/22 | 44위      |
| 2006/07/29 | 64위      |
| 2006/08/05 | 92위      |
| 2006/08/12 | 89위      |
| 6주        | 최고8위   |

| 일자       | 순위      | 매수         | 집계        |
| 2006/07/10 | 첫등장8위 | 20,162매     | 06/26~07/02 |
| 2006/07/17 | 28위      | 6,687매      | 07/03~07/09 |
| 2006/07/24 | 41위      | 4,543매      | 07/10~07/16 |
| 2006/07/31 | 56위      | 2,723매      | 07/17~07/23 |
| 2006/08/07 | 82위      | 1,837매      | 07/24~07/30 |
| 2006/08/14 | 77위      | 1,653매      | 07/31~08/06 |
| 6주        | 최고8위   | 합계37,605매 |             |

- 출처 : https://web.archive.org/web/20100608164555/http://tom-neko.hp.infoseek.co.jp/